# Kathrin Kunkel-Razum

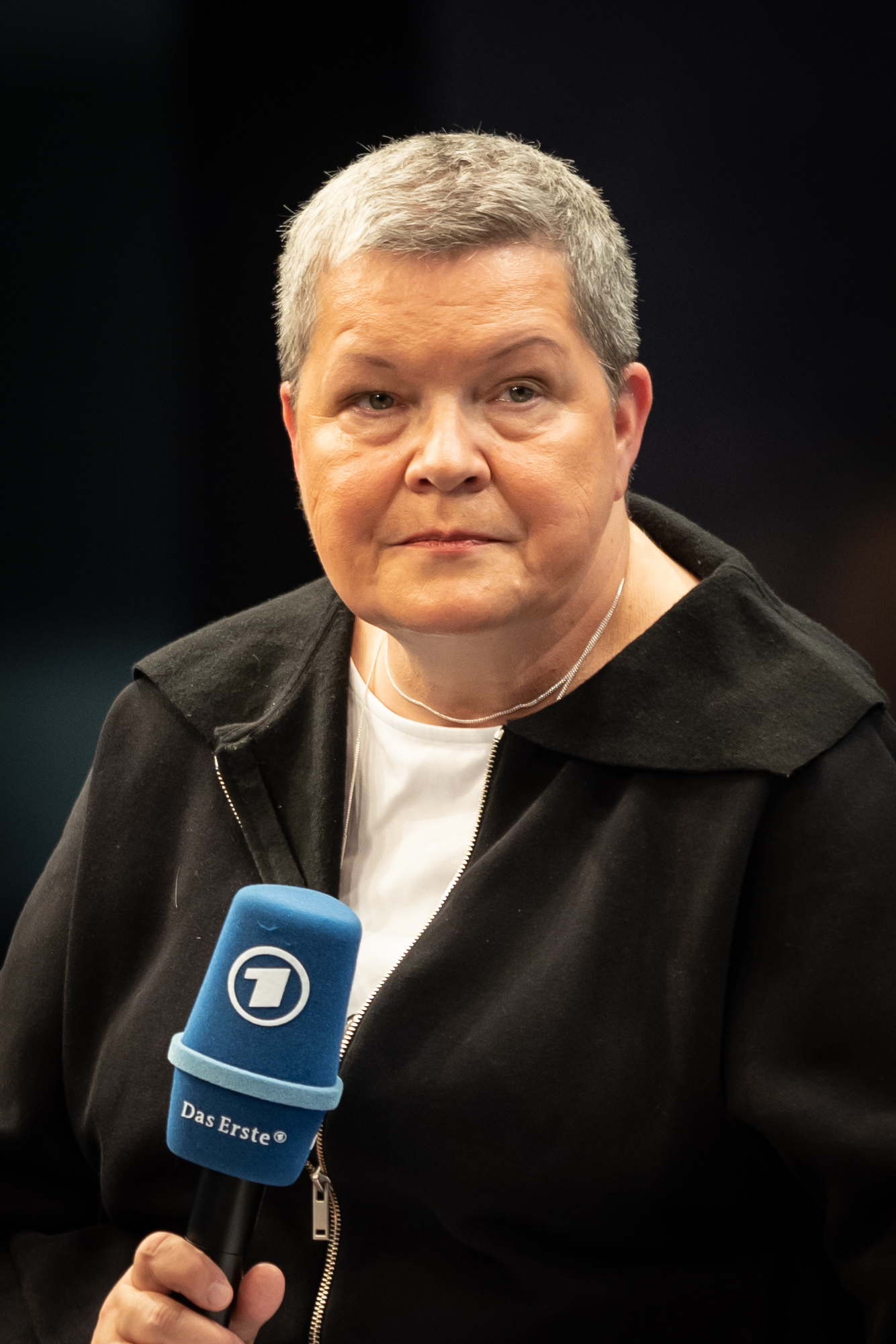
Kathrin Kunkel-Razum (2021)

Kathrin Kunkel-Razum (geboren 1959 in Potsdam) ist eine deutsche Germanistin und war von 2016 bis 2024 Chefredakteurin des Dudens.

## Leben
Kathrin Kunkel-Razum wuchs in Potsdam auf. Sie studierte Germanistik und Geschichtswissenschaft an der Universität Leipzig, wo sie bei Wolfgang Fleischer auf dem Gebiet der Phraseologie des Deutschen promovierte. Sie war von 1986 Redakteurin und von 1988 bis 1990 stellvertretende Chefredakteurin der Zeitschrift für Germanistik, arbeitete ferner als Lektorin und Dozentin für Deutsch an der Universidad Complutense de Madrid. In der Dudenredaktion in Mannheim war sie von 1997 bis 1999 als Redakteurin tätig und gehört seit 1999 dem Wissenschaftlichen Rat des Dudens an. Im Januar 2016 übernahm sie die Leitung der Duden-Redaktion, die für das gesamte Wörterbuch- und Grammatikprogramm verantwortlich ist. Sie löste damit Werner Scholze-Stubenrecht ab. Zum 1. Dezember 2024 übergab sie den Führungsposten an ihre bisherige Stellvertreterin Laura Neuhaus. Kunkel-Razum ist Mitglied im Rat für deutsche Rechtschreibung, der Empfehlungen zur Rechtschreibung für staatliche Institutionen herausgibt.
Einer breiten Öffentlichkeit wurde sie durch Interviews in der Presse zum Stand der deutschen Sprache bekannt und insbesondere zur Aufnahme geschlechtergerechter Schreibung in die deutsche Rechtschreibung.
Kathrin Kunkel-Razum ist verheiratet, hat einen erwachsenen Sohn und lebt in Berlin.